# 21세기생명과학문화재단
21세기생명과학문화재단은 생명과학박물관, 과학을 통한 대안교육, 생명과학도서 발간 및 각종 국제사업 등을 통한 과학문화저변 확대를 목적으로 2005년 8월 5일 설립허가된 재단법인이다. 사무실은 서울특별시 종로구 명륜동 1가 5-4에 있다.